# منوشان
منوشان، در شاهنامه نام دلاور ایرانی است که در نبرد بزرگ در سپاه رستم بود. منوشان همان کسی است که فرستادهٔ افراسیاب یعنی جهن را به نزد شاه برد.
فردوسی در بیتی از شاهنامه از منوشان چنین یاد می‌کند:
| بجنبید با رستم از قلبگاه |  | منوشان و خوزان لشکرپناه |

## یادکرد شاهنامه
منوشان شاه کشور خوزیان از متحدان استراتژیک کیخسرو همچون طوس، گودرز یا رستم نبود بلکه بعدها به جرگهٔ متحدان پیوست. کیخسرو پس از قتل پیران ویسه هم‌پیمان افراسیاب، که زمانی دخترش جریره را به عقد سیاوش در آورده بود و از او پسری بنام فرود برادر ناتنی کیخسرو به دنیا آمد که او هم توسط سپاه ایران به فرماندهی طوس کشته شد. اینک با قتل پیران‌ویسه و تسخیر کشور او راه برای آخرین نبرد سرنوشت ساز ایران و توران یعنی جنگ بزرگ کیخسرو هموار گشته است.
کیخسرو همهٔ پهلوانان بنام، چون لهراسپ، اشکش، رستم، طوس و گودرز را فرا خوانده و به سایر کشورهای تازه انقیاد یافته چون مکران، خوزیان، کابل و دیگران پیک گسیل کرد تا در جنگ نهایی شرکت کنند. از جمله حاکمانی که نامه برای او ارسال گشت منوشان شاه خوزیان  است. 
| بزرگان هر کشوری با سپاه     |  | نهادند سر سوی درگاه شاه  |
| چو شد ساخته جنگ را لشکری    |  | ز هر نامداری به هر کشوری |
| از آن پس بگردید گرد سپاه    |  | بیاراست بر هر سوی رزم‌گاه |
| به یک دست مر طوس را کرد جای |  | منوشان خوزان فرخنده رای  |
| که بر کشور خوزیان بود شاه   |  | بسی نامداران زرّین کلاه   |